# 平海卫
平海卫是明代至清初的一处卫所。
洪武二十一年（1388年）二月置，治所在今福建省莆田市平海镇平海村，属福建都指挥使司管辖，领莆禧千户所。清朝康熙五年（1666年）废。